# Politikens filmjournal 078
|  | Denne artikel er oprettet af botten Steenthbot ud fra en ekstern database. Den kan derfor have sproglige fejl eller mangler. Denne skabelon kan fjernes efter kontrol af indholdet. |

Politikens filmjournal 078 er en dansk dokumentarisk optagelse fra 1951.

## Handling
1) Danselandskamp mellem Danmark og England i KB-hallen. Annelise Beck og Niels Boel Rasmussen vinder wienervalsen. Redaktør Kai Berg Madsen overrækker B.T.'s vandrepokal.

2) Festligt barnevognsoptog gennem København med Arthur Jensen og Ib Schønberg.

3) Racekatteudstilling i København.

4) Videnskabens Ærespris overrækkes til magister i litteratur Svend Johansen af direktør Vilhelm Nielsen på vegne af Ekstra-Bladet. Han lykønskes af undervisningsminister Flemming Hvidberg og universitetets rektor H.M. Hansen.

5) Krigen i Korea. FN rykker atter frem. Genral Omar Bradley inspicerer styrkerne. Kvinder og børn evakueres.

6) USA: Togkatastrofe i staten New Jersey, hvor en træbro er brudt sammen.

7) Tyskland: De årlige konkurrencer i kælkning afholdes i Harzen.

8) Tyskland: Karneval med optog og fester.